# Calle Cuesta del Rosario
La calle Cuesta del Rosario es una vía pública de la ciudad española de Sevilla.

## Descripción
La vía nace de la plaza del Pan (plaza de Jesús de la Pasión), donde conecta con la calle Villegas, y discurre hasta llegar a la confluencia de Luchana con Jesús de las Tres Caídas, punto en el que entronca con Augusto Plasencia. A mediados del siglo XIX, se decía que era la única calle en cuesta de toda la ciudad. Aparece descrita en la Noticia histórica del origen de los nombres de las calles de esta ciudad de Sevilla (1839) de Félix González de León con las siguientes palabras:

Calle de la Cuesta del Rosario. Está situada en el cuartel B. y en l parroquia del Salvador. Se llama cuesta porque lo és y bastante agria, y la única que hay en esta ciudad; y el nombre del Rosario lo toma por un antiquísimo retablo, que sobre un arco por donde se pasa, forma una capilla en que se venera una hermosa Imágen de talla, de nuestra señora del Rosario. Esta, como he dicho, es la única calle que hay en cuesta, porque aunque otras inmediatas á esta, empiezan ó concluyen en el mismositio, su declinacion es tan suave que apenas se reconoce. Este es el sitio mas raro y antiguo que tiene esta capital. No ha tenido renovacion alguna y se conserva con el mismo aspecto del tiempo de los moros, ó tal vez mas antiguo; merece verse; y compararse con lo demas de la poblacion, y aun conviene conservarlo así, para pertpetua memoria de lo que seia entonces la ciudad; mucho mas cuando su situacion es tan oculta que casi es necesario buscarlo al intento, pues no hay precision de pasar por él ni abreviar camino para ninguno punto. La calle es tan angosta, que por lo alto de ella apenas cabe una sola persona. Toma varias vueltas, siempre subiendo tan empinada que en su inmediacion son escalones los que se suben. Sus casas son pobrisimas y raras, porque à unas se bajan para entrar muchos escalones, y en otras se suben; otros à penas cabe por sus puertas un muchacho, al fin todo es raro. Pasa desde el principio de calle Francos frente à calle Culebras, y acaba en la calle de la cruz de san Pedro, tan rara como ésta.
(González de León, 1839, p. 259)